# Flanders Volley Gala
Het Flanders Volley Gala is een volleybaltoernooi dat elk jaar tussen kerst en nieuwjaar wordt georganiseerd in Sint-Niklaas, door vzw De Witte Molen. Omdat het door de economische crisis moeilijk geworden is sponsors te vinden, ging na 2007 het toernooi alleen nog door in 2009. De organisatoren hopen ooit wel nog het evenement nieuw leven in te blazen.

## Toernooi namen
- Kersttoernooi: 1981 - 1984
- Generale Bank Volleybal Toernooi: 1985 - 1995
- Flanders Volley Gala - Volley Gala Vlaanderen : 1996 - 2004
- Flanders Volley Gala - Alcatel Trophy: 2005 - 2006
- Flanders Volley Gala - Canon Trophy: 2007 - heden

## Recentste editie, 2009
In 2009 werd de 28e editie georganiseerd, op 26, 27 en 28 december.
Winnaar werd de Belgische topclub Knack Roeselare, ze versloegen in de finale de huidige (co-)leider uit de Franse competitie Cannes (met Yves Kruyner) met 3-2.
Het Oostenrijkse Wenen werd derde, ze versloegen Antwerpen met overtuigende 3-0 cijfers.
De wedstrijd om de 5e plaats werd gewonnen door het Turkse Galatasaray met 3-1 cijfers, Kragujevac uit Servië was de verliezende ploeg.

## Overzicht van de finales sinds 1981
| Jaar | Winnaar                | Verliezend finalist            |
| ---- | ---------------------- | ------------------------------ |
| 2009 | Knack Roeselare        | AS Cannes                      |
| 2007 | VK Belogorie Belgorod  | Bre Banca Lannutti Cuneo       |
| 2006 | Minas Tenis Clube      | SSK Ankara                     |
| 2005 | Giotto Padova          | AS Cannes                      |
| 2004 | Knack Roeselare        | AS Cannes                      |
| 2003 | CoprAsystel Piacenza   | ULBRA SPFC                     |
| 2002 | Knack Roeselare        | Wizard Suzano                  |
| 2001 | Paris Volley           | Habana                         |
| 2000 | Knack Roeselare        | Paris Volley                   |
| 1999 | Oranje VB              | VfB Friedrichshafen            |
| 1998 | Papel Report Suzano    | Noliko Maaseik                 |
| 1997 | Papel Report Suzano    | VK Belogorie Belgorod          |
| 1996 | Papel Report Suzano    | VK Belogorie Belgorod          |
| 1995 | Report Suzano          | Habana                         |
| 1994 | Habana                 | Nossa Caixa Nossa Banco Suzano |
| 1993 | Habana                 | Esporte Clube Banespa          |
| 1992 | Habana                 | Rhodia Pirelli                 |
| 1991 | VC Sjachtar Donetsk    | VK CSKA Moskou                 |
| 1990 | VK CSKA Moskou         | AS Cannes                      |
| 1989 | VK CSKA Moskou         | VC Fréjus                      |
| 1988 | Panini Modena          | Automobilist Leningrad         |
| 1987 | Fuji Photo Film        | Kutiba Falconara               |
| 1986 | Automobilist Leningrad | All Stars Belgium              |
| 1985 | Panini Modena          | Brother Martinus Amstelveen    |
| 1984 | Ibis Kortrijk          | All Stars Belgium              |
| 1983 | Ibis Kortrijk          | Inter '76                      |
| 1982 | Ibis Kortrijk          | VC Temse                       |
| 1981 | VC Zonhoven            | VC Temse                       |